# Río Estepona
El río Estepona es un curso de agua del norte de la península ibérica. Discurre por la provincia de Vizcaya.

## Curso
El río, que discurre por la provincia española de Vizcaya, nace en el término de Baquio, cuyo centro luego atraviesa. Acaba desembocando en el mar Cantábrico. Aparece descrito en el séptimo volumen del Diccionario geográfico-estadístico-histórico de España y sus posesiones de Ultramar de Pascual Madoz con las siguientes palabras:

ESTEPONA: riach. que nace en la prov. de Vizcaya, part. jud. de Guernica, jurisd. de la anteigl. de Basigo de Baquio, y en el parage ó térm. de Solluve: se engruesa con las aguas de varios arroyos; pasa por el centro de la pobl. de la anteigl., cuyo térm. divide del de Bermeo y desemboca en el mar; cria truchas, anguilas y bermejuelas.
(Madoz, 1847, p. 610)